# Május 17.
Május 17. az év 137. (szökőévben 138.) napja a Gergely-naptár szerint. Az évből még 228 nap van hátra.
Névnapok: Paszkál + Andor, Brúnó, Ditmár, Fábió, Fábiusz, Fabó, Paszkália, Pasztorella, Rezeda, Szalók, Szolón

## Események
- 0884 – III. Adorján pápa megválasztása.
- 1792 – megalapítják a New York-i tőzsdét, a New York Stock Exchange-et.
- 1814 – Norvégia alkotmányának elfogadása.
- 1943 – Chastise hadművelet fedőnév alatt a R.A.F. 617. százada, a "Gátrombolók" Guy Gibson alezredes vezetésével megtámadták a Möhne, az Eder, a Sorpe, a Schwelm, az Ennepe és a Diemel gátat.
- 1968 – Pályára áll az első kozmikus sugárzást kutató európai műhold, az ESRO–2B.
- 1974 – Geostacionárius pályára áll az első meteorológiai műhold, az amerikai SMS–1.
- 1987 – Két iraki repülőgép megtámadja a Stark nevű amerikai fregattot; a támadásban 37 amerikai tengerész meghal, további 21 pedig megsebesül.
- 2007 – François Fillont nevezte ki kormányfőnek az új francia elnök, Nicolas Sarkozy.
- 2007 – Tucatnyi autópálya-rendőrt és néhány autókereskedő vállalkozót állított elő a rendőrség vesztegetés gyanújával Borsod-Abaúj-Zemplén megyében.
- 2014 – Az ún. darnózseli emberölési ügy kezdete

## Sportesemények
Formula–1
- 1981 –  belga nagydíj, Zolder - Győztes: Carlos Reutemann  (Williams Ford)
- 1987 –  belga nagydíj, Spa Francorchamps - Győztes: Alain Prost  (McLaren TAG Porsche Turbo)
- 1992 –  San Marinó-i Nagydíj, Imola - Győztes: Nigel Mansell  (Williams Renault)

## Születések
- 1395 – Luxemburgi N. magyar királyi herceg, Zsigmond magyar király és Mária magyar királynő fia († 1395)
- 1749 – Edward Jenner angol orvos, a himlő elleni vakcina feltalálója († 1823)
- 1798 – Anton Šerf, szlovén író, költő, katolikus pap († 1882)
- 1821 – Sebastian Kneipp német természetgyógyász († 1897)
- 1836 – Wilhelm Steinitz osztrák-amerikai sakkozó, az első hivatalos sakkvilágbajnok († 1900)
- 1842 – August Thyssen német gyáriparos († 1926)
- 1851 – Aleksander Michałowski lengyel zongoraművész, zenepedagógus és zeneszerző († 1938)
- 1866 – Erik Satie francia zeneszerző, zongoraművész († 1925)
- 1873 – Henri Barbusse kommunista francia író († 1935)
- 1881 – Jakabffy Elemér erdélyi magyar politikus, az Országos Magyar Párt 1922–1938 közötti alelnöke, publicista, az MTA tagja († 1963)
- 1886 – XIII. Alfonz spanyol király († 1941)
- 1887 – Szombathelyi Ferenc honvéd vezérezredes, vezérkari főnök, a jugoszláv kormány kivégeztette († 1946)
- 1897 – Odd Hassel Nobel-díjas norvég fizikai kémikus († 1981)
- 1904 – Jean Gabin (Jean-Alexis Moncorgé) francia színész († 1976)
- 1904 – Gerő Sándor magyar grafikus, karikaturista († 1977)
- 1904 – Hincz Gyula magyar festőművész, grafikus († 1986)
- 1907 – Dsida Jenő erdélyi magyar költő († 1938)
- 1907 – Elek Ilona kétszeres olimpiai bajnok magyar vívó († 1988)
- 1907 – Török János magyar állatorvos, egyetemi tanár († 1969)
- 1918 – Birgit Nilsson svéd opera-énekesnő (szoprán) († 2005)
- 1922 – Kórodi András Kossuth-díjas magyar karmester, főiskolai tanár († 1986)
- 1926 – Dietmar Schönherr osztrák színész (McLane kapitány az „Orion űrhajó” c. tv-sorozatból) († 2014)
- 1934 – Kárpáti György kanadai magyar neurológus, molekuláris biológus, az MTA tagja († 2009)
- 1936 – Dennis Hopper amerikai színész († 2010)
- 1940 – Vitézy László Kossuth- és Balázs Béla-díjas magyar producer, forgatókönyvíró, filmrendező, érdemes és kiváló művész († 2024)
- 1941 – Haumann Péter Kossuth-díjas magyar színművész, a nemzet színésze († 2022)
- 1942 – Taj Mahal énekes, gitáros
- 1943 – Kóbor János az Omega együttes énekese, becenevén „Mecky” († 2021)
- 1944 – Réti Erika Aase-díjas magyar színésznő, a Kecskeméti Katona József Nemzeti Színház örökös tagja
- 1944 – Szauter Rudolf magyar malomipari gépészmérnök, országgyűlési képviselő († 2008)
- 1945 – Fodor Ákos magyar költő, műfordító († 2015)
- 1947 – Andrew „Andy” Latimer angol zenész, gitáros, énekes, billentyűs, fuvolista
- 1948 – Mikko Kozarowitzky (Michael Kozarowitsky) finn autóversenyző
- 1955 – Vizy György magyar színész († 2004)
- 1956 – Csombor Teréz Aase-díjas magyar színésznő, a Kecskeméti Katona József Nemzeti Színház örökös tagja († 2025)
- 1959 – Alik Szaharov, operatőr, rendező
- 1960 – Csalog Gábor Liszt Ferenc-díjas magyar zongoraművész, pedagógus, egyetemi tanár
- 1961 – Enya (er. Eithne Patricia Ní Bhraonáin) ír énekesnő
- 1962 – Ferran Adrià katalán szakács, az El Bulli étterem séfje és társtulajdonosa, a molekuláris gasztronómia egyik fő képviselője
- 1962 – Krausz Ferenc Nobel-díjas magyar fizikus
- 1965 – Trent Reznor amerikai zenész, Nine Inch Nails
- 1967 – Cameron Bancroft kanadai színész
- 1976 – Szávai Viktória Jászai Mari-díjas magyar színésznő
- 1978 – Valerij Pokrovszkij orosz jégkorongozó
- 1979 – Baráti Kristóf Kossuth-díjas és Liszt Ferenc-díjas magyar hegedűművész
- 1986 – Tom Beeri izraeli úszó
- 1988 – Makszim Mamin orosz jégkorongozó[1]
- 1989 – Tessa Virtue kanadai műkorcsolyázó

## Halálozások
- 1395 – I. (Anjou) Mária magyar királynő, I. (Nagy) Lajos király leánya (* 1371)
- 1395 – Luxemburgi N. magyar királyi herceg, Zsigmond magyar király és Mária magyar királynő fia (* 1395)
- 1510 – Sandro Botticelli itáliai festő, a korai reneszánsz (Quattrocento) idején a firenzei iskola legjelesebb képviselője (* 1445)
- 1694 – Johann Michael Bach német zeneszerző (* 1648)
- 1727 – I. Katalin orosz cárnő (* 1684)
- 1831 – Köteles Sámuel erdélyi filozófus, az MTA tagja, a magyar filozófiai szaknyelv egyik megteremtője (* 1770)
- 1838 – Charles-Maurice de Talleyrand francia politikus, diplomata (* 1754)
- 1878 – Kovács Sebestény Endre orvos, sebész, az MTA tagja (* 1814)
- 1892 – Klapka György honvéd tábornok, a komáromi vár parancsnoka (* 1820)
- 1920 – Bihar Ferenc magyar katonatiszt, gyalogsági tábornok és honvédelmi miniszter (* 1847)
- 1935 – Paul Dukas francia zeneszerző, zenekritikus, zenetudós és tanár (* 1865)
- 1949 – Balázs Béla magyar író, költő, filmesztéta, filmrendező (* 1884)
- 1959 – Jerry Unser (Jeremy Michael Unser) amerikai autóversenyző (* 1932)
- 1962 – Daniel Sorano francia színész („Richelieu”) (* 1920)
- 1971 – Fettich Nándor magyar régész, ötvös, az MTA tagja (* 1900)
- 1987 – Gunnar Myrdal Nobel-díjas (1974) svéd közgazdász (* 1898)
- 2002 – Kubala László labdarúgó, aki játszott mind a magyar, mind a csehszlovák és a spanyol válogatottban (* 1927)
- 2012 – Donna Summer Grammy-díjas amerikai énekesnő (* 1948)
- 2014 – Buday-Sántha Attila agrármérnök, egyetemi oktató (* 1941)
- 2015 – Kristóf Attila magyar író, újságíró (* 1938)
- 2019 – Herman Wouk Pulitzer-díjas amerikai író (* 1915)
- 2022 – Vangelis Oscar-díjas görög zeneszerző (* 1943)

## Nemzeti ünnepek, emléknapok, világnapok
- 1973 óta a távközlés, majd 2005 óta az információs társadalom világnapja (World Information Society Day)
- Homofóbia, transzfóbia és bifóbia elleni világnap
- Hipertónia Világnap (World Hypertension Day)
- Norvégia: az alkotmány napja
- Nauru: az alkotmány napja[2][3]